# Campus Melaten
Campus Melaten is een campus in de Duitse stad Aken, gelegen in het stadsdeel Laurensberg. Ruimtelijk wordt het gebied begrensd door de Pariser Ring in het oosten, het district Gut Kullenin het zuiden, en het natuurreservaat Seffent-Wilkensberg en de beek Wildbach in het westen/noordwesten. Het in dit gebied centraal gelegen landgoed Melaten is sinds 1966 in bezit van de Rheinisch-Westfälische Technische Hochschule (RWTH). Het omringende, voorheen agrarische gebied werd vanaf de jaren zeventig door de RWTH Aken ontwikkeld, beginnend met de bouw van het universiteitsziekenhuis Klinikum Aken, gevolgd door de bouw van de hightechcampus Melaten-Noord. De campus beslaat anno 2025 een gebied van circa 27 hectare.

## Geschiedenis
In 1966 kocht de RWTH Aken het landgoed Melaten, een voormalige pachthoeve, die voortkwam uit een middeleeuwse leprozerie. Het gebied werd aanvankelijk aangeduid als Uitbreidingsgebied Seffent Melaten. Van 1971 tot 1985 verrees op het terrein ten zuiden van de hoeve het Universitair Ziekenhuis Aken (het Klinikum). Op de terreinen ten noorden van het landgoed ontwikkelde de universiteit (toen nog hogeschool) vanaf de jaren 1980 een universiteitscampus, waar zich in de loop der jaren tientallen RWTH-instituten vestigden. Later kwamen daar enkele hightech start-ups bij. Rondom de historische pachthoeve werd in de jaren 1990 de nieuwe botanische tuin van de RWTH ingericht, inclusief proeftuinen en een proefvijver.
Het basisidee van het "Campusproject RWTH Aken" ontstond in 2005, toen gekozen werd voor een universiteit met drie campuslocaties:
- Campus Mitte, de ontstaanslocatie van de RWTH aan de Templergraben in het centrum van Aken (de Altstadt) en de latere uitbreiding nabij station Aachen West;
- Campus Melaten, de deels al bestaande uitbreiding van de universiteit in het gebied Melaten, met een beoogde oppervlakte van 47 hectare;[2]
- Campus West, de toekomstige, langgerekte campus langs de spoorlijn Aken - Kassel ten noorden van station Aachen West, met een beoogde oppervlakte van 32,5 hectare. Campus West, waarvan de bouw van start ging in 2023, vormt feitelijk de verbinding tussen Campus Mitte en Campus Melaten.[3]

### Natuurverstoring
Na het bekend worden van de uitbreidingsplannen van Campus Melaten in het groengebied Rabental (in het verlengde van het Wildbachtal), ontstonden verschillende burgerinitiatieven tegen de vernietiging van de natuur in dit gebied. Er vonden demonstraties tegen het project plaats. De belangrijkste kritiek richtte zich niet op de campusontwikkeling zelf, maar op de geplande ontsluitingsweg, die aan de zuidkant door het Rabental zou lopen. Volgens de tegenstanders waren er betere alternatieven; het Rabental zou onaangetast moeten blijven. Enkele milieubeschermingsorganisaties sloten zich aan bij het protest, waaronder de Naturschutzbund Deutschland, die de RWTH beschuldigde van falend beleid op het gebied van duurzaam gebruik van hulpbronnen. Toch keurde op 16 december 2009 een meerderheid binnen de Akense gemeenteraad de plannen goed, waaronder de raadsleden van Bündnis 90/Die Grünen, die aanvankelijk een alternatieve ontwikkeling zonder gebruikmaking van het Rabental hadden bepleit. Nog voordat het besluit wettelijk bindend werd, begon het kappen van meer dan duizend bomen.

## Gebiedsinrichting
Naast het Universitair Ziekenhuis Aken herbergt Campus Melaten een groot aantal universitaire instituten en spin-off bedrijven, merendeels gelegen aan de halvecirkelvormige Campus Boulevard, de Seffenter Weg en de Forckenbeckstraße. Hieronder een selectie.
- RWTH Werkzeugmaschinenlabor (WZL), onder andere gevestigd in het Manfred-Weck-Haus, Campus-Boulevard
- RWTH Institut für Kraftfahrzeuge Aachen (IKA), Campus-Boulevard
- RWTH Institut für fluidtechnische Antriebe und Systeme (IFAS), Campus-Boulevard
- RWTH Institut für Regelungstechnik (IRF), Campus-Boulevard
- RWTH Institut für Integrierte Photonik, Campus-Boulevard
- RWTH Center for Wind Power Drives, Campus-Boulevard
- RWTH Center for Digital Additive Production (DAP), Campus-Boulevard
- IT-Center van de RWTH, Seffenterweg
- RWTH Institut für Kunststoffverarbeitung (IKV), Seffenter Weg
- RWTH Physikzentrum, Otto-Blumenthal-Straße
- RWTH Institut für Textiltechnik (ITA), Otto-Blumenthal-Straße
- RWTH Lehrstuhl für Thermodynamik mobiler Energiewandlungssysteme, Forckenbeckstraße
- RWTH Center for Next Generation Processes and Products (NGP²), Forckenbeckstraße
- RWTH Center for Teaching and Training (CT²), Forckenbeckstraße
- Fraunhofer-Institut für Molekularbiologie und Angewandte Oekologie (IME), Forckenbeckstraße
- Fraunhofer-Institut für Lasertechnik (ILT), Steinbachstraße
- Fraunhofer-Institut für Produktionstechnik (IPT), Steinbachstraße
- DWI – Leibniz-Institut für Interaktive Materialien, Forckenbeckstraße
- hoofdkantoor Next.e.GO Mobile (in 2024 geliquideerd)
- innovatielab softwareontwikkelaar Celonis

Daarnaast bevinden zich op de campus diverse restaurants, winkels, banken, een tweetalige basisschool en een eveneens tweetalig kinderdagverblijf. In 2015 werden op de campus circa 285 tijdelijke studentenwoningen gerealiseerd. Anno 2025 wordt het gebied door een vijftiental buslijnen van de ASEAG bediend. Op de campus zijn verhuurstations voor elektrische fietsen aanwezig. De voor het fietsverkeer ontwikkelde "Radvorrangroute Campus Melaten" loopt vanaf de Campus Boulevard via de Kopernikus-, Ahorn- en Siemensstraße, Seffenter Weg, Geschwister-Scholl-Straße en Schinkelstraße naar het centrum van Aken.

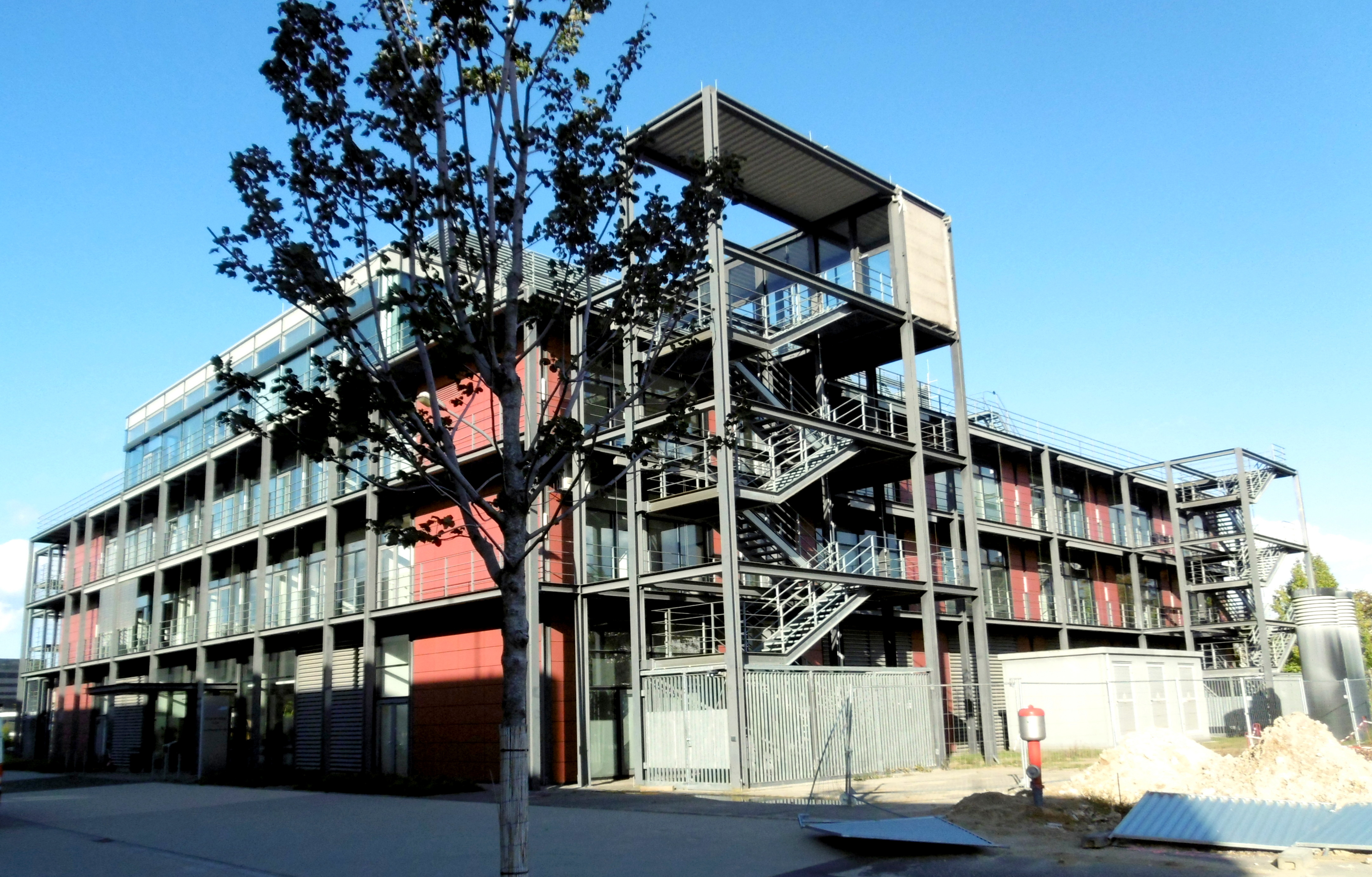
Manfred-Weck-Haus
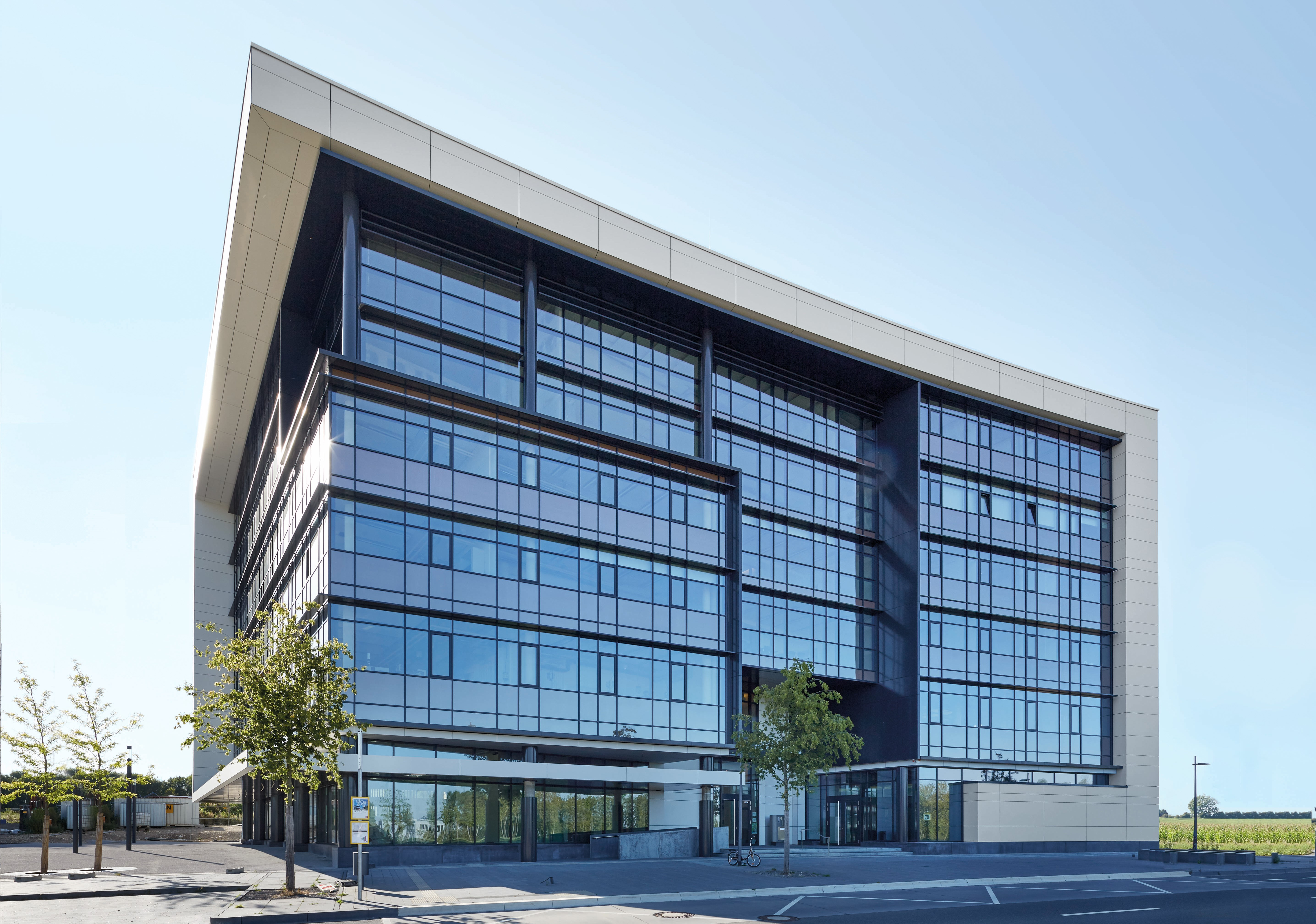
Photonik-gebouw
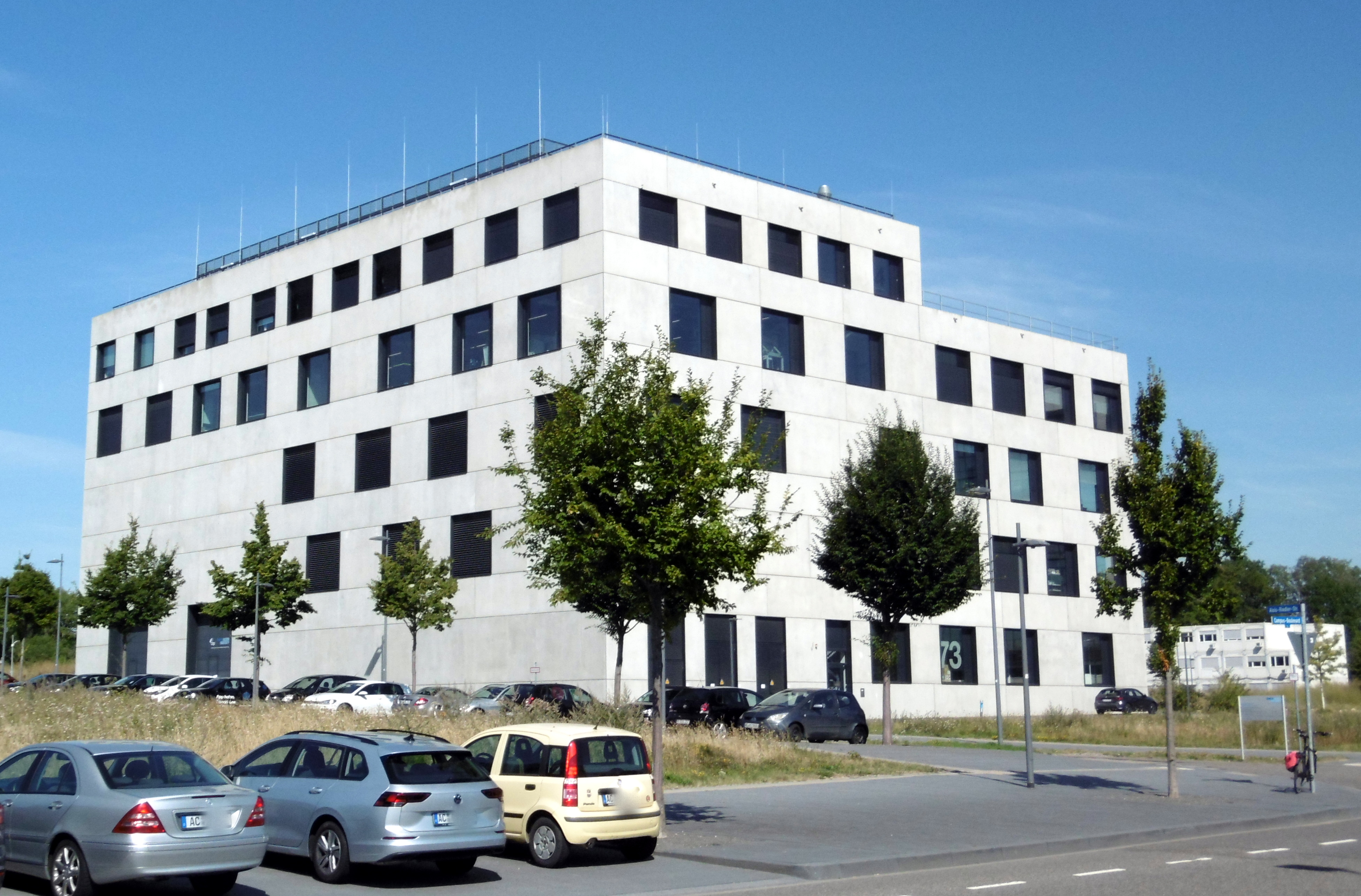
DAP-gebouw
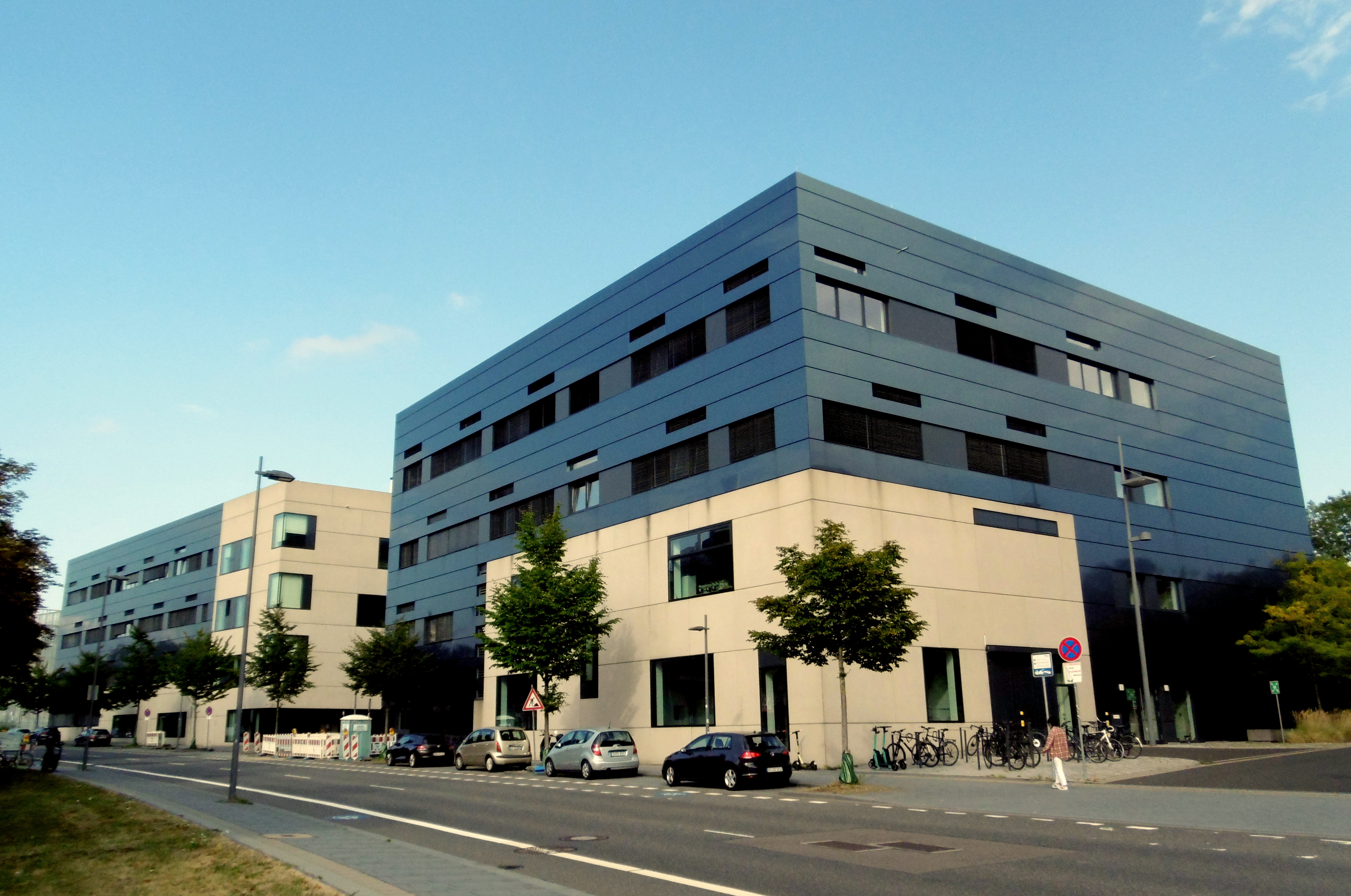
NGP²-gebouw
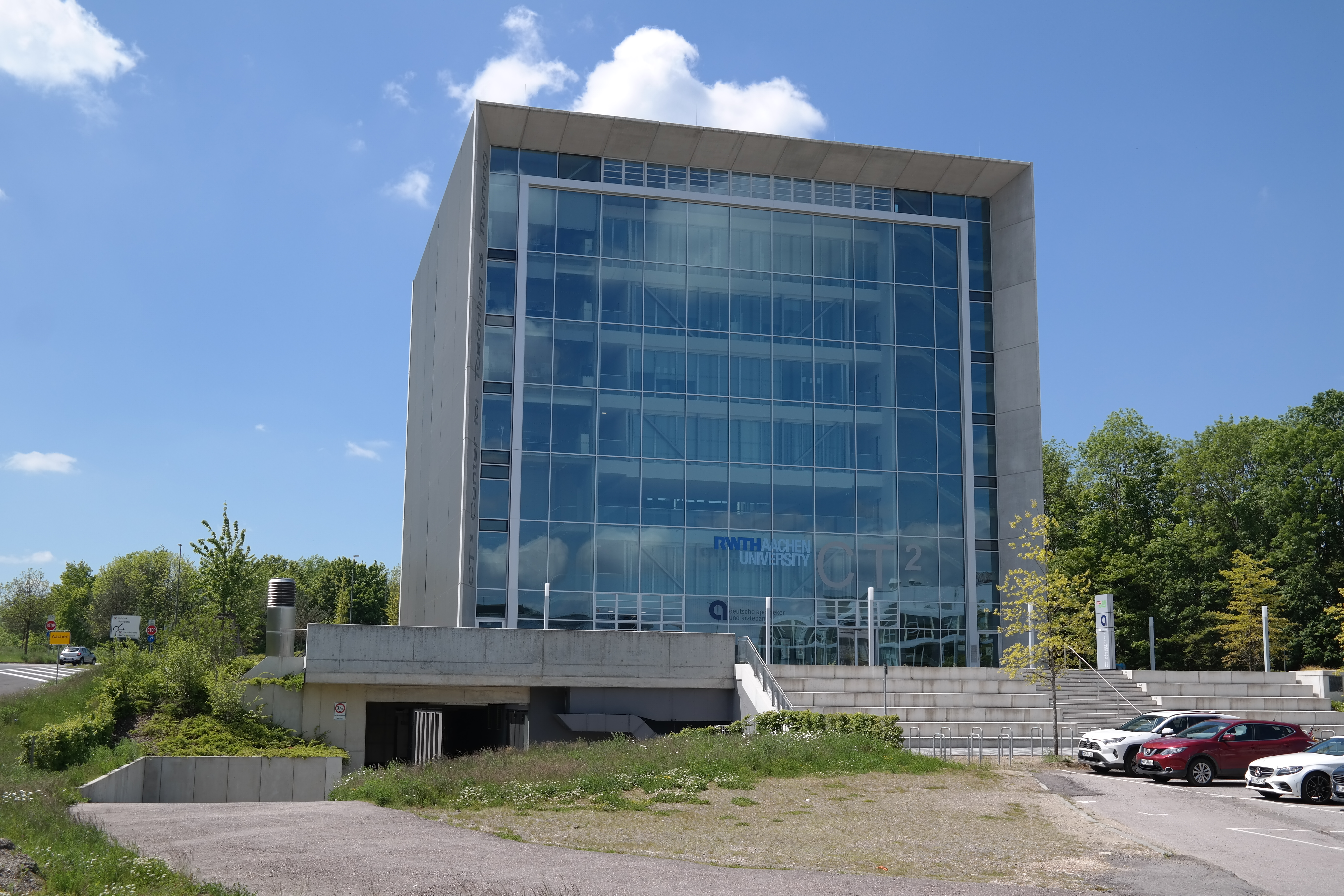
CT²-gebouw
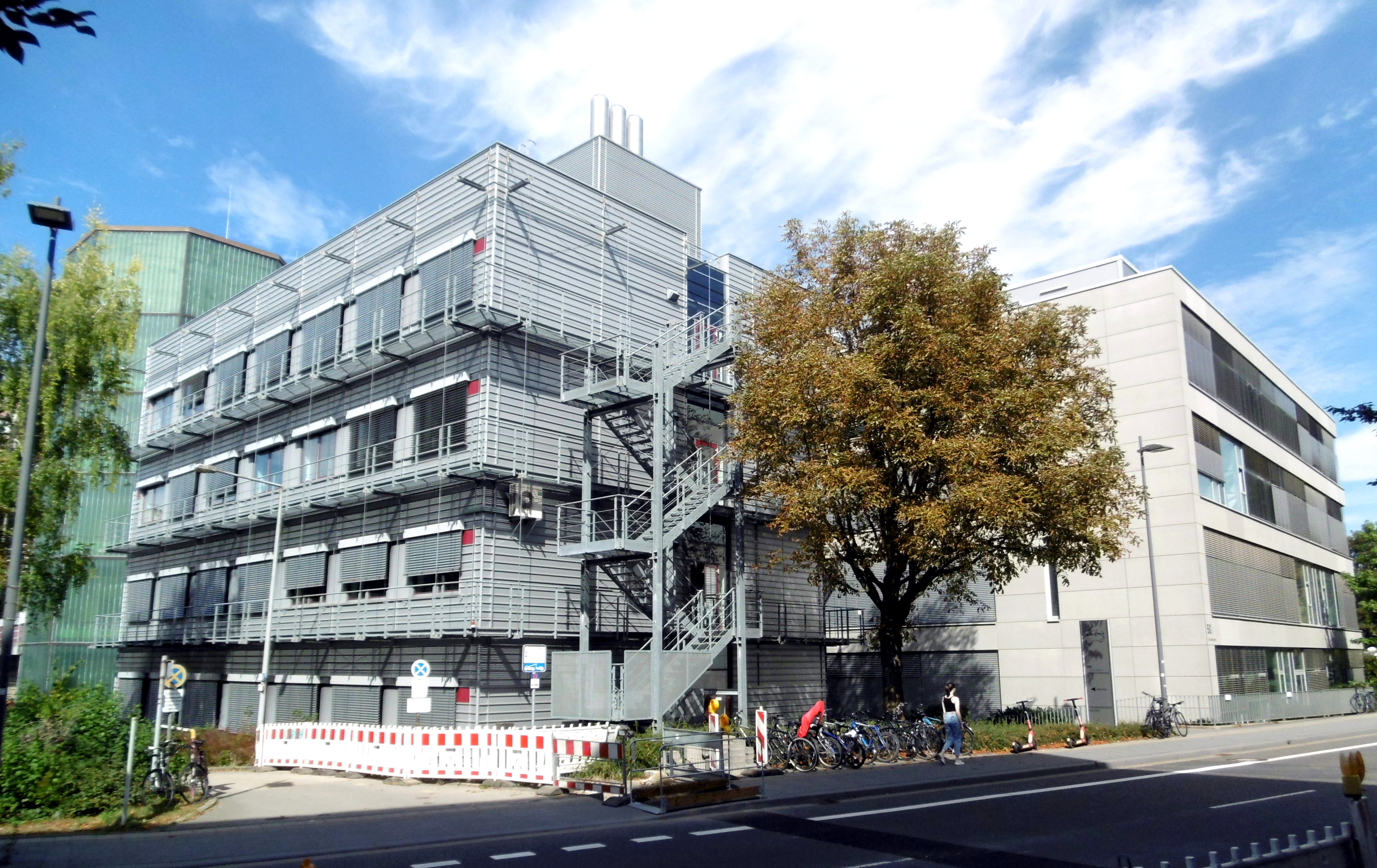
DWI-gebouw